# جيزيلا بولانوس
جيزيلا بولانوس (بالإسبانية: Gisela Bolaños)‏ هي عارضة فنزويلية، ولدت في 5 أبريل 1937 في بلنسية في فنزويلا، وتوفي بنفس المكان في 8 نوفمبر 2013.